# بیگ آیلند (ویرجینیا)
بیگ آیلند (به انگلیسی: Big Island) یک منطقهٔ مسکونی در ایالات متحده آمریکا است که در شهرستان بدفورد، ویرجینیا واقع شده‌است.